# Michelle Behennah
Michelle Behennah (Singapur, 7 de enero de 1977) es una modelo británica.

## Primeros años
Behennah nació en Singapur donde su padre administraba un colegio. Es la más joven de tres hijos, Michelle y su familia se trasladaron a Sheffield, Inglaterra, después del divorcio de sus padres. Su madre Rosemary se casó de nuevo y actualmente vive en Francia donde dirige un hostal.
De niña, Behennah aspiraba estudiar medicina y convertirse en cirujana plástica. Su madre vio potencial en ella como modelo y cuando tenía 14 años y con apoyo de su madre, entró en un concurso de belleza patrocinado por una compañía de champú. Michelle ganó el concurso.
Compitió en el concurso de Ford, "Supermodelo del Mundo". Fue finalista con la modelo Magdalena Wróbel.

## Modelaje
Después de su victoria, Behennah se mudó a París, donde pasó siete años estableciéndose en el mundo de la moda. Apareció en las revistas Elle en Estados Unidos, Glamour
en  Italia, Vogue Italia y España, Mademoiselle y Cosmopolitan.
Ha modelado para diseñadores como Cynthia Rowley, Valentino, BCBG, Donna Karan, Emanuel Ungaro, Nina Ricci, Ralph Lauren, Salvatore Ferragamo, Chanel y Thierry Mugler.
Apareció en campañas para Burberry, Esprit, Givenchy, Vanderbilt Jeans, Hewlett-Packard, J.Crew, Kenzo, L'Oréal "Elnett" hairspray, Mango, Nina Ricci, Saks Fifth Avenue, los relojes Swatch y Tommy Hilfiger.
Behennah ha modelado en Sports Illustrated Swimsuit Issue en 1999, 2000 y 2001.